# 大菩薩峠 (小説)
『大菩薩峠』（だいぼさつとうげ）は、中里介山作の長編時代小説。1913年～1941年に『都新聞』『毎日新聞』『読売新聞』などに連載された41巻にのぼる一大巨編。未完。
幕末を舞台に、虚無にとりつかれた剣士机竜之助を主人公とし、甲州大菩薩峠に始まる彼の旅の遍歴と周囲の人々の様々な生き様を描く。世界最長を目指して執筆された時代小説で、大衆小説の先駆けとされる。連載は足掛け約30年にわたり、途中で話は幕末から明治に入らず架空の世界へと迷い込むが、中里の死により未完に終わった。中里は「大乗小説」と自称し、仏教思想に基づいて人間の業を描こうとした。なお題名・舞台とした大菩薩峠に中里が登ったのは、連載開始から12年経った1925年（大正14年）になってからである。
同時代では菊池寛、谷崎潤一郎、泉鏡花、芥川龍之介らが賞賛し、中谷博は文学史上において大衆文学の母胎と位置付け、ダダイストの辻潤も愛読した。第二次世界大戦後にも安岡章太郎『果てもない道中記』をはじめ数多くの研究や評論が展開されている。

## あらすじ
時は幕末（安政5年）、江戸から西に三十里離れた甲州裏街道（青梅街道）の大菩薩峠で、一人の老巡礼が武士机竜之助に理由もなく斬殺される。老巡礼の孫娘お松は、通りかかった盗賊裏宿の七兵衛に助けられ江戸へ連れて行かれる。竜之助は、峠のふもとの武州沢井村の沢井道場の若師範であった。甲源一刀流の師範宇津木文之丞は御岳神社の奉納試合で竜之助と立ち会うことになっていたが、その内縁の妻お浜は妹と偽って竜之助を訪ね、試合に負けてくれと懇願する。竜之助は拒絶し、与八にお浜を捕らえさせて、お浜を犯してしまう。挙句の果てに竜之助は試合で文之丞を惨殺し、お浜を連れて江戸へ出奔する。
文之丞の弟の兵馬は仇を討つべく竜之助の後を追う。四年後の江戸で竜之助と兵馬は互いの素性を知らずに試合を行い、引き分ける。翌年、兵馬から果し状を受け取った竜之助は、悪縁のお浜を諍いの末に斬り殺し、兵馬との試合をすっぽかし、新選組に居場所を求めて京都へ向かう。しかし、竜之助は近藤と芹沢の争いで揺れる新選組をよそに、遊郭の里島原で狂乱し、またも失踪する。
その後、三輪の宝蔵院流の槍術を伝えるという植田丹後守の道場に身を寄せた竜之助は心中者の生き残りで亡き妻お浜に生き写しのお豊に惹かれる。しかし、竜之助は成り行きで天誅組の変に参加し、十津川郷に敗走する途中、泊まっていた山小屋で追っ手の放った爆弾が爆発し失明してしまう。竜神村でお豊と再会した竜之助は、お豊と逃亡。竜之助の世話のために苦しい生活を強いられたお豊が自害したと間の山の芸人お君から聞かされた竜之助は東海道に旅立ち、山の娘たちに助けられ療養するが、ふとしたきっかけで甲府に赴き、夜毎に辻斬りを行う。その後、竜之助は八幡村へ、江戸へと流れるが行き着く先で夜毎に辻斬りを行い、慶応3年秋、白骨温泉に赴く。
小説は四散した登場人物全員の旅路を詳細に描いていく。数多の登場人物は慶応3年秋の日本各地をいつまでもいつまでも彷徨い続ける。（未完）

## おもな登場人物
- 机竜之助 -  武州沢井村出身の浪士。「音無しの構え」で知られる名うての剣客。連続辻斬り犯。失明してからは、ますます夜の通り魔殺人にのめり込む。
- 宇津木兵馬 - 竜之助に殺された甲源一刀流の師範・宇津木文之丞の弟。島田虎之助に師事し、竜之助を仇と狙って旅を続ける若者。
- お松 - 大菩薩峠で竜之助に祖父を殺された娘。七兵衛に助けられる。
- 裏宿の七兵衛 - 大菩薩峠以来、お松を助け育てる男。実は盗賊。実在した青梅の義賊「裏宿七兵衛」がモデル。
- お浜 - 甲州八幡村出身で、文之丞の内縁の妻。竜之助と出奔して江戸で同棲して郁太郎をもうけるが、最後は竜之助に殺された。
- 与八 - 青梅万年橋の水車番。捨て子だったが、竜之助の父禅正に拾われ養われた。
- 郁太郎 - 竜之助がお浜に産ませた子。お浜の死後は、与八に育てられる。
- 島田虎之助 - 幕末にいた実在の剣豪。宇津木兵馬に剣術を指南する。
- 道庵先生 - 十八文を看板する町医者。いつも酔っ払っている。
- 神尾主膳 - 三千石の悪徳旗本。甲府勤番組頭に左遷となる。
- お絹 - 旗本神尾家の先代の愛妾。お松を神尾邸に斡旋する。
- 芹沢鴨 - 新選組の初代筆頭局長。竜之助を味方に引き入れようとする。
- 近藤勇 - 新選組局長。芹沢暗殺後、単独の局長として新選組を纏め、京の治安維持を担う。
- お豊 - お浜に瓜二つの女。心中したが生き残り、日陰の身となる。
- 藍玉屋の金蔵 - お豊に一目惚れし、しつこく言い寄る青年。
- お君 - 伊勢間の山で『間の山節』を伝承する芸人・お玉。
- 宇治山田の米友 - 伊勢間の山の芸人でお君の幼馴染で、槍の名人。
- ムク - お君の忠実な愛犬。黒く大きな犬で強さと賢さを併せ持つ。
- がんりきの百蔵 - 裏宿の七兵衛を兄貴分と恃む俊足の盗賊。竜之助に右腕を切断された。
- お徳 - 行商が生業の山の娘の親方。竜之助を介抱し、湯治をさせる。
- 忠作 - 甲州山中で砂金掘りをしていた少年。お絹の勧めで江戸へ出て、荒稼ぎを始める。
- 山崎譲 - 新選組の一員。密偵を専門とし、幕府側の浪士対策にあたる。山崎丞がモデル。
- お角 - 娘軽業一座をまとめる鉄火肌の女親方。
- 駒井甚三郎 - 能登守。英学と砲術の研究に熱心な学者肌の旗本で甲府勤番支配。
- 藤原伊太夫 - 甲府有野村の馬大尽。
- お銀様 - 伊太夫の娘。幼少時に顔に大火傷を負い、歪んだ性格になる。
- 南条力 - 勤王派の浪士。同志の五十嵐甲子雄と行動を共にする。
- 金助 - 甲府の小悪党の折助。お角や神尾のもとに出入りする。
- 慢心和尚 - 甲州恵林寺の和尚、丸い頭で、自分の拳骨を口に入れるという妙技を持つ。
- 芳浜の茂太郎 - 安房生まれで鳥や獣と心が通う少年。お角の一座で見世物興行にされ、念仏教の中心に祭り上げられる天性のラッパー。
- 弁信 - 茂太郎の友人で盲目の少年僧。平家の琵琶語りをする。台詞が異常に長い。
- お雪ちゃん - 上野原の月見寺に起居する娘。殺された姉・お若から引き継ぐ形で竜之助の世話をすることになる。
- 池田良斎 - 神楽師一行の領袖。万葉の国学者。介山居士の大乗仏教的分身といわれる。
- 北原賢次 - 神楽師一行の一人。池田良斎第一の門人。炉辺談話の狂言回し。
- 田山白雲 - 足利の武士で妻子持ち。貧乏絵師に身を窶している。後に駒井に誘われて行動を共にする。
- 浅吉 - 飛騨高山屈指の穀屋の後家さんの男妾。後家さんと共に湯治に来た白骨温泉で、後家さん共々、竜之助の魔手に掛かる。
- 仏頂寺弥助 - 兵馬の知り合い。それなりの剣客だったが、今は無頼漢と化し、街道筋を騒がせている。
- 丸山勇仙 - 仏頂寺の仲間。多少は医術の心得もある書生だったが、今では仏頂寺らと無頼の生活を送っている。
- 福松 - 江戸生まれの芸者。なぜか兵馬の旅の供となり、盛んに兵馬を誘惑する。
- 里見もゆる - 房州保田の岡部兵部の娘。一時精神に異常を来しており、後に回復するが、男性にだらしない。茂太郎に姉のように慕われている。
- 金椎（キンツイ） - 駒井邸の使用人。中国人の少年で、聾唖者。キリスト教徒。
- マドロス - 漂着したオランダ人水夫。空腹で駒井邸に侵入して取り押さえられ、駒井に造船夫として雇われる。
- 梶川与之助 - 脱藩した美少年の剣士。お角に助けられ、旅の供となる。
- 不破の関守氏 - 諸国修行をしていた物穏かな初老人。お銀様の胆吹王国の運営を任される。
- 青嵐居士 - 長浜の知善寺に寄留している浪人。胆吹王国の運営に参加する。
- 柳田平治 - 恐山で修行した居合い抜きの名手。白雲の勧めで駒井の一行に加わる。
- 轟の源松 - 江戸から来た岡っ引。終盤で竜之助に付き纏いだす。
- 大原寂光院の老尼 - 終盤で寺に転がり込んだ竜之助の世話をする。

## 執筆・連載期間による分類
- 「甲源一刀流の巻」～「鈴鹿山の巻（十四）」 - 『都新聞』1913年9月12日～1914年2月9日。
連載を一旦中断する際に、終結までかなり長くなると予告している。
- 「鈴鹿山の巻（十五）」～「壬生と島原の巻」 - 『都新聞』1914年9月3日～同年12月日。
連載を中断する際に、竜之助が失明して兵馬との果し合いで討ち取られる結末を予告している。
- 「三輪の神杉の巻」～「龍神の巻」 - 『都新聞』1915年4月7日～1915年7月23日。
ここまでは竜之助が主人公の仇討ち小説だった。
- 「間の山の巻」～「黒業白業の巻」 - 『都新聞』1917年10月25日～1919年12月17日。
ここからお君、米友らが登場し、群像劇に代わる。竜之助は徐々に登場しなくなる。
- 「安房の国の巻」～「禹門三級の巻」 - 『都新聞』1921年1月1日～10月17日。
ここから弁信が登場し、大乗仏教的な説教が多くなる。
- 「無明の巻」～「Oceanの巻」 - 『大阪毎日新聞』『東京日日新聞』1925年1月6日～1928年9月8日。
ここから文体が冗長になり、時期も慶応3年秋に固定される。
- 「年魚市の巻」 - (1928/9) から (1930/7) 隣人之友連載
- 「畜生谷の巻」～「勿来の巻」 - 『國民新聞』1931年4月15日～9月29日。
- 「弁信の巻」～「不破の関の巻」 - 1932年3月および9月、書き下ろし。
「不破の関の巻」から「農奴の巻」までお銀様-お雪ちゃん-竜之助-弁信の「夢の中」での愛の闘争が繰り広げられる。
- 「白雲の巻」～「新月の巻」 - 『隣人之友』1933年3月～1934年4月。
満洲国に理想を抱いた作者は小説の主題をユートピア建設に変更する。
- 「恐山の巻」 - 『読売新聞』1934年10月12日～1935年6月16日。
第19回衆議院議員総選挙に落選した作者はユートピアに失望し、小説の主題を農耕主義に変更する。
- 「農奴の巻」～「椰子林の巻」 - 1938年2月～1941年8月20日、書き下ろし
作者の日記に坂本龍馬をテーマとした次巻を執筆中とあったが、母の死のショックからか、続きが執筆されることは無かった。書きかけの原稿は戦災で焼失したとの証言がある。

## 登場する銘刀
- 藤四郎（短刀） - 裏宿の七兵衛が机の道場から三百両とともに盗み出した名刀、七兵衛は保護したお松に守り刀として授けるが、お松は悪徳旗本神尾の屋敷から逃げる際に与八に頼み金に換える。与八はこの短刀を御成街道の小田原屋という武刀剣商に三十三両で売る。江戸時代では正宗、郷義弘、藤四郎を三作と呼び珍重されていた名品、足利将軍家の「包丁籐四郎」が有名。
- 武蔵太郎安国 - 机竜之助が大菩薩峠で老巡礼を辻斬りしたときから愛用の刀、しかし逃亡の際に黒崎の名代饅頭屋で饅頭代金の代わりに置き捨ててしまう。あとからその饅頭屋を訪れた裏宿の七兵衛が五両で購う。
- 月山（月山丸） - 三輪の植田丹後守が机竜之助に餞別として与えた。
- 主水正正清 - 田中新兵衛の長刀で薩摩鍛冶の名物[2]。
- 伯耆の安綱（古刀） - 甲府有野村の馬大尽家に代々伝わる家宝の一つ、甲府勤番として左遷させられた神尾主膳は策略により手に入れる。
- 手柄山正繁 - 神尾主膳が机竜之助に与えた刀。
- 堀川の国広 - 小名路の花屋の娘お若が机竜之助に与えた形見。

## 映画

### 日活・稲垣浩監督版
詳細は「大菩薩峠 (1935年の映画)」を参照
- 大菩薩峠 第一篇 甲源一刀流の巻（1935年）
- 大菩薩峠 鈴鹿山の巻・壬生島原の巻（1936年）

### 東映・渡辺邦男監督版
全三部作。1953年（昭和28年）4月23日に第一部（甲源一刀流）、6月3日に第二部、6月17日に第三部が公開された。東映製作・配給。監督は渡辺邦男、主演は片岡千恵蔵。モノクロ、スタンダード。
- 大菩薩峠 甲賀一刀流の巻（1953年）
- 大菩薩峠 第二部 壬生と島原の巻 三輪神杉の巻（1953年）
- 大菩薩峠 第三部 竜神の巻 間の山の巻（1953年）

#### スタッフ
- 監督・脚本：渡辺邦男
- 製作：大川博
- 企画：マキノ光雄、玉木潤一郎、坪井与
- 撮影：渡辺孝
- 音楽：山田栄一
- 美術：角井平吉
- 照明：田中憲次
- 録音：東城絹児郎

#### キャスト
- 机龍之介：片岡千恵蔵
- お浜・お豊：三浦光子
- お松：千原しのぶ
- 裏宿の七兵衛：進藤英太郎
- 宇津木兵馬：片岡栄二郎
- 与八：岸井明
- 医師道庵：杉狂児
- 近藤勇：澤村國太郎（第一部、第二部）
- 神尾主膳：阿部九洲男（第一部、第二部）
- 金蔵：田中春男（第二部、第三部）
- お民：松浦築枝（第二部、第三部）
- 机弾正（第一部）・植田丹後守（第二部）：河部五郎
- 中村一心斎（第一部）・金六（第二部、第三部）：高松錦之助
- 新選組隊士（第一部）・三輪の若者（第二部）：久世竜
- 島田虎之助：月形龍之介（第一部）
- お絹：市川春代（第一部）
- お瀧：霧立のぼる（第一部）
- 土方歳三：原健策（第一部）
- 宇津木文之丞：加賀邦男（第一部）
- 逸見利恭：香川良介（第一部）
- 御雪太夫：阿井美千子（第二部）
- 薬屋源太郎：水野浩（第二部）
- 興兵衛：市川小太夫（第三部）
- 米友：田崎潤（第三部）
- お玉：西條鮎子（第三部）
- 郁太郎：植木千恵（第三部）
- 仙公：坊屋三郎（第三部）
- 修験者：団徳麿（第三部）

### 東映・内田吐夢監督版
全三部作。1957年（昭和32年）7月13日に第一部、1958年（昭和33年）4月21日に第二部、1959年（昭和34年）4月28日に完結篇が公開された。東映製作・配給。監督は内田吐夢、主演は片岡千恵蔵。カラー、東映スコープ
- 大菩薩峠（1957年）
- 大菩薩峠 第二部（1958年）
- 大菩薩峠 完結篇（1959年）

#### スタッフ
- 監督：内田吐夢
- 製作：大川博
- 企画：マキノ光雄（第一部のみ）、玉木潤一郎、南里金春、
- 脚本：猪俣勝人、柴英三郎
- 撮影：三木滋人
- 音楽：深井史郎
- 美術：鈴木孝俊
- 照明：田中憲次
- 録音：佐々木稔郎
- 尺八演奏：福田蘭童（第一部）
- 色彩考証：和田三造（第一部）
- 和楽：望月太明吉（第二部）
- 振付：藤間勘五郎（第二部）

#### キャスト
- 机龍之介：片岡千恵蔵
- 宇津木兵馬：中村錦之助 (萬屋錦之介)
- 裏宿の七兵衛：月形龍之介
- お浜・お豊：長谷川裕見子
- お松：丘さとみ
- お絹：浦里はるみ
- 神尾主膳：山形勲
- 与八：岸井明
- 道庵：左卜全
- 金蔵：片岡栄二郎（第一部、第二部）
- 駒井能登守：東千代之介（第二部、完結篇）
- がんりきの百蔵：河野秋武（第二部、完結篇）
- お角：沢村貞子（第二部、完結篇）
- 米友：加賀邦男（第二部、完結篇）
- 蔵太郎・郁太郎：植木義晴（第二部、完結篇）
- お玉・お松の方（第二部）・お君（完結篇）：星美智子
- 金六（第一部）・池田喜内（第二部）：水野浩
- 久作（第一部）・老僕（完結篇）：梅沢昇
- 村田文蔵（第二部）・山口四郎右ヱ門（完結篇）：小田部通麿
- お滝：日高澄子（第一部）
- 近藤勇：永田靖（第一部）
- 土方歳三：清川荘司（第一部）
- 鍛治倉：吉田義夫（第一部）
- 中村一心斎：荒木忍（第一部）
- 逸見利恭：河部五郎（第一部）
- 玉造：中村時之介（第一部）
- 机弾正：高松錦之助（第一部）
- 飲み屋の親爺：有馬宏治（第一部）
- 芹沢暢：青柳竜太郎（第一部）
- 宇津木文之丞：波島進（第一部）
- 植田丹後守：千田是也（第一部）
- 島田虎之助：大河内傳次郎（第一部）
- お徳：木暮実千代（第二部）
- 与兵ヱ：市川小太夫（第二部）
- 望月新太郎：里見浩太郎 (里見浩太朗)（第二部）
- 浦部勘兵ヱ：阿部九洲男（第二部）
- 望月宗兵ヱ：香川良介（第二部）
- 善市：上田吉二郎（第二部）
- 奈良田の老人：尾上華丈（第二部）
- 備前屋の仲居：赤木春恵（第二部）
- お銀様：喜多川千鶴（完結篇）
- 志士五十嵐：徳大寺伸（完結篇）
- 小泉家の当主：明石潮（完結篇）
- 小森数之進：月形哲之介（完結篇）
- 慢心和尚：武田正憲（完結篇）

### 大映版
詳細は「大菩薩峠 (1960年の映画)」を参照、市川雷蔵主演シリーズ。
- 大菩薩峠（1960年、三隅研次監督）
- 大菩薩峠 竜神の巻（1960年、三隅研次監督）
- 大菩薩峠 完結篇（1961年、森一生監督）

### 東宝・岡本喜八監督版
詳細は「大菩薩峠 (1966年の映画)」を参照

## テレビドラマ
1961年10月7日から1962年3月3日までTBS系列で放送。大井証券（後の和光証券→新光証券。現：みずほ証券）の一社提供。放送時間は土曜22:00 - 22:30（JST）。
主演は平幹二朗。他は馬渕晴子、永井柳太郎、村田正雄、岩崎加根子、飯田蝶子、柳家金語楼らが出演。
| TBS系列 土曜22時台前半枠                                                       | TBS系列 土曜22時台前半枠 | TBS系列 土曜22時台前半枠      |
| 前番組                                                                         | 番組名                   | 次番組                        |
| ------------------------------------------------------------------------------ | ------------------------ | ----------------------------- |
| トリプルクイズ （22:00 - 22:15） 【木曜22:15へ移動】恋愛専科 （22:15 - 22:45） | 大菩薩峠 （ドラマ版）    | 銭形平次捕物控 （安井昌二版） |
| TBS系列 大井証券一社提供枠                                                     |                          |                               |
| 山本周五郎アワー （水曜22:30 - 23:00）                                         | 大菩薩峠 （ドラマ版）    | 銭形平次捕物控 （安井昌二版） |

## 漫画化

### 一峰大二版
1958年（昭和33年）書き下ろし。

### ふくしま政美版
第一章 第一部・第二部（作画：ふくしま政美 原作：中里介山 脚本：大西祥平 / ヴァンブラン）
竜剣〜大菩薩峠 第二章、竜剣〜大菩薩峠 第三章（作画：ふくしま政美 原作：中里介山 監修：小池一夫）

## 舞台
1983年に田村正和主演で舞台化された。